# NRJ Group
De NRJ Group (uitgesproken als Energy) is een van de grootste commerciële radio-ondernemingen in de wereld en de grootste van Europa met een reeks aan merken. 

## Geschiedenis
NRJ ontstond in 1981 als een lokale zender voor Parijs. De zender werd opgericht door Jean-Paul Baudecroux. Door het grote succes breidde NRJ al snel zijn netwerk uit. Tegen het eind van de jaren 80 was NRJ in de meeste Franse steden te ontvangen. NRJ ging zich in die tijd ontwikkelen tot de NRJ radio groep. In 1989 volgde een beursgang in Parijs. Ondertussen werden in Frankrijk twee andere nationale netwerken opgestart: Chérie FM en Rire et Chansons, waarmee de groep zich op andere doelgroepen wilde focussen. Door het grote succes in Frankrijk, ging men in 1991 voor het eerst buiten de Franse grenzen met NRJ van start. Dit gebeurde in Duitsland waar men ENERGY Berlin opstartte. Andere steden in Duitsland volgden. Vanaf de jaren 90 breidde het aantal landen waar NRJ van start ging zich snel uit. Zwitserland, België, Zweden, Finland, Denemarken, Noorwegen en Oostenrijk volgden. Eind jaren 90 werd in Frankrijk ook radiozender Nostalgie overgenomen. Tussen 1998 en 2002 was de zender ook in België actief. Na het mislopen van een vergunning voor landelijke commerciële radio werd het Belgische netwerk via lokale radio's opgedoekt. Echter vanaf het najaar 2018 zal NRJ opnieuw te ontvangen zijn in België als netwerkradio.
Vanaf 2000 was er een verdere uitbreiding richting Oost-Europa. Op dit ogenblik is men er actief in Rusland, Bulgarije en Oekraïne.
In 2006 startte NRJ ook in het Midden-Oosten, namelijk in Libanon.
In 2009 zette de radiogroep voor het eerst in haar bestaan op Noord-Amerikaanse bodem voet aan de grond, NRJ werd er in Canada opgestart. In 2011 waren er verdere uitbreidingen met de lancering van NRJ in Griekenland en Nostalgie in Portugal. Momenteel heeft NRJ enkele tientallen miljoenen luisteraars over de gehele wereld.Voor de nabije toekomst denkt men aan een verdere uitbreiding in Noord-Afrika en Azië.

## Activiteiten
Naast de vele NRJ stations in diverse landen, is de NRJ Groep ook met Nostalgie in verschillende landen actief, dit is onder andere sinds 2008 in Vlaanderen, 2010 in Finland en 2011 in Portugal het geval. Ook is de NRJ groep aandeelhouder van enkele kleinere regionale zenders zoals het Noorse Klem FM en het Zwitserse Radio Basel. Ook via het internet beheert de NRJ Groep diverse webradio's.Deze zijn enkel via het internet te beluisteren en spitsen zich toe op eenenkel muziekgenre.
In Frankrijk is de NRJ Groep ook eigenaar van diverse televisiezenders: NRJ 12, NRJ Hits en NRJ Paris. NRJ heeft ook de zenderexploitant Towercast in handen. Deze dochteronderneming is de eigenaar en de beheerder van honderden zendmasten in verschillende Europese landen. Het is vanop deze antennes dat de radiostations van de NRJ groep uitzenden. Daarnaast kunnen ook andere concurrenten en GSM operatoren tegen betaling uitzenden vanop deze masten.Sinds enkele jaren heeft men ook een reclameafdeling: NRJ Global, deze verkoopt reclame en verzorgt reclamecampagnes van verschillende bedrijven en evenementen (concerten, films).
De NRJ Group is actief in meerdere landen met de volgende radiostations en televisiekanalen :

### Radio
- NRJ
- Chérie FM
- Nostalgie
- Rire et Chansons

### Televisie
- NRJ 12
- NRJ Paris
- NRJ Hits
- Chérie 25
- Energy TV

### Overig
- NRJ Mobile